# Roxie
Roxie es un pueblo del Condado de Franklin, Misisipi, Estados Unidos. Según el censo de 2000 tenía una población de 569 habitantes y una densidad de población de 192.7 hab/km².

## Demografía
Según el censo de 2000, había 569 personas, 199 hogares y 153 familias residiendo en la localidad. La densidad de población era de 192,7 hab./km². Había 245 viviendas con una densidad media de 83,0 viviendas/km². El 39,72% de los habitantes eran blancos, el 58,88% afroamericanos, el 0,35% amerindios y el 1,05% pertenecía a dos o más razas. El 0,53% de la población eran hispanos o latinos de cualquier raza.
Según el censo, de los 199 hogares en el 44,2% había menores de 18 años, el 50,8% pertenecía a parejas casadas, el 21,6% tenía a una mujer como cabeza de familia y el 23,1% no eran familias. El 22,1% de los hogares estaba compuesto por un único individuo y el 9,5% pertenecía a alguien mayor de 65 años viviendo solo. El tamaño promedio de los hogares era de 2,86 personas y el de las familias de 3,34.
La población estaba distribuida en un 33,6% de habitantes menores de 18 años, un 9,8% entre 18 y 24 años, un 29,0% de 25 a 44, un 17,8% de 45 a 64 y un 9,8% de 65 años o mayores. La media de edad era 29 años. Por cada 100 mujeres había 88,4 hombres. Por cada 100 mujeres de 18 años o más, había 82,6 hombres.
Los ingresos medios por hogar en la localidad eran de 24.276 dólares ($) y los ingresos medios por familia eran 25.000 $. Los hombres tenían unos ingresos medios de 25.938 $ frente a los 27.000 $ para las mujeres. La renta per cápita para la ciudad era de 14.472 $. El 25,5% de la población y el 29,5% de las familias estaban por debajo del umbral de pobreza. El 34,7% de los menores de 18 años y el 12,1% de los habitantes de 65 años o más vivían por debajo del umbral de pobreza.

## Geografía
Según la Oficina del Censo de los Estados Unidos, la localidad tiene un área total de 3,0 km², todos ellos correspondientes a tierra firme.